# Semecarpus pseudo-emarginata
Semecarpus pseudo-emarginata là một loài thực vật thuộc họ Anacardiaceae. Đây là loài đặc hữu của Sri Lanka.